# يوكو أليندر
يوكو أليندر (بالإنجليزية: Yoko Alender) (من مواليد 13 يونيو 1979 في تالين) وهي مهندسة معمارية إستونية وموظفة حكومية وسياسية. وهي عضوة في البرلمان الإستوني الثالث عشر ريجيكو، منذ عام 2014، وهي عضوة في حزب الإصلاح الليبرالي. من عام 2013 إلى عام 2014، كانت أليندر تنتمي إلى المحافظين المحترفين بتريا واتحاد رس.

## تعليمها
من 1986-1989، التحقت بمدرسة تالين رقم 7. وفي عام 1989، بدأت دراستها في المدرسة الاستونية في استوكهولم، حيث استمرت حتى عام 1995. وقد التحقت بدورة «جنوب اللاتينية العليا» من عام 1995إلى عام 1999. في عام 1999، بدأت دراسات في الأكاديمية الإستونية للفنون، في كلية الهندسة المعمارية والتخطيط الحضري، وتخرجت في عام 2010 مع درجة الماجستير في الهندسة المعمارية والتخطيط الحضري.

## وظيفتها
في عام 2001، كانت عضوة مؤسسة في المعهد الإستوني للبوذية، حيث لا تزال عضوًا فيها. عملت في الفترة من 2008-2012 في إدارة الثقافة والتراث في تالين، بصفتها رئيسة الأخصائيين في الوكالة، وتعمل في «مواقع التراث». 2013-2014 عملت لوزارة الثقافة الإستونية، كمستشارة في الهندسة المعمارية والتصميم.

## الأمور الشخصية
هي ابنة المغني الإستوني الشهير أورماس أليندر. عندما كانت أليندر في الخامسة عشرة من عمرها، توفي والدها في غرقا في بحر البلطيق. ألندر لديها أربعة أطفال. زوجها هو الموسيقي دي جي جولم وصاحب مطعم اف هون اند فرانك. وقد نشرت مقالا بعنوان «حلمي الإستوني لعام 2050».